# Opperste Raad van de Strijdkrachten
De Opperste Raad van de Strijdkrachten van Egypte (Arabisch: المجلس الأعلى للقوات المسلحة; ook Hoge Raad van de Strijdkrachten) is het opperbevel van de Egyptische krijgsmacht. Tot zijn aftreden op 11 februari 2011 bekleedde president Hosni Moebarak, tevens luchtmaarschalk, het voorzitterschap van de Opperste Raad van de Strijdkrachten.
Op 11 februari 2011 maakte vicepresident Omar Suleiman bekend dat president Moebarak onder druk van de aanhoudende protesten zijn uitvoerende bevoegdheden had overgedragen aan de Opperste Raad van de Strijdkrachten. Het voorzitterschap van de Opperste Strijdkrachten kwam in handen te liggen van een vertrouweling van Moebarak, veldmaarschalk Mohammed Hoessein Tantawi (*1935). Tantawi stond hiermee aan het hoofd van de Egyptische interim-regering. Zijn plaatsvervanger was Sami Hafez Enan, chef van de generale staf van het leger. De Opperste Raad deelde de macht met de voorzitter van het Opperste Constitutionele Hof, Farouk Sultan.
De verdergaande politieke omwentelingen in Egypte leidden ertoe dat er presidentsverkiezingen in 2012 werden gehouden. De Opperste Raad kende zichzelf direct na deze verkiezingen, nog vóór het bekend worden van de stemuitslag, uitgebreide bevoegdheden ten koste van de (nog toekomstige) president toe door zelf een interim-grondwet op te stellen. Hierin werd onder meer geregeld dat de president geen gezag meer zou hebben over de strijdkrachten. 
De president die gekozen werd, Mohamed Morsi, maakte echter op 12 augustus 2012 via de staatstelevisie bekend Tantawi en Enan te hebben ontslagen. Zij werden vervangen door de generaals Abdul Fatah al-Sisi en Sedki Sobhi. Ook draaide Morsi de grondwetswijzigingen van de legertop terug die de macht van de minister beperkten ten gunste van het leger. Deze maatregelen waren genomen "in het landsbelang", aldus Morsi.
Op 3 juli 2013 werd president Morsi door het leger afgezet. In een aankondiging op televisie gaf al-Sisi aan dat president Morsi gefaald had tegemoet te komen aan de eisen van het Egyptische volk. Ook gaf hij aan dat de grondwet was opgeschort. Als opvolger van Morsi werd Adly Mansour, het hoofd van het Constitutioneel Gerechtshof, aangesteld.

## Leden
(11 februari 2011)
- Veldmaarschalk Mohammed Hoessein Tantawi, voorzitter, minister van Defensie - op 12 augustus 2012 vervangen door Abdul Fattah Al-Sisi
- Luitenant-generaal Sami Hafez Enan, chef van de Generale Staf - op 12 augustus 2012 vervangen door Sedki Sobhi
- Luchtmaarschalk Reda Mahmoud Hafez Mohammed, bevelhebber van de Egyptische luchtmacht
- Luitenant-generaal Abd El Aziz Seif-Eldeen, stafchef van de bevelhebber van de Egyptische luchtmacht
- Viceadmiraal Mohab Mamish, bevelhebber van de Egyptische marine

Begin 2011 meldde de Arabische televisiezender Al Jazeera dat generaal Omar Suleiman (vicepresident onder Moebarak) en premier Ahmed Shafik ook lid van de Opperste Raad waren.